# 2483 Guinevere
2483 Guinevere este un asteroid din centura principală, descoperit pe 17 august 1928 de Max Wolf.